# Deer Park (Ohio)
Deer Park és una població dels Estats Units a l'estat d'Ohio. Segons el cens del 2000 tenia 5.982 habitants.

## Demografia
Segons el cens del 2000, Deer Park tenia 5.982 habitants, 2.634 habitatges, i 1.496 famílies. La densitat de població era de 2.685,7 habitants/km².
Dels 2.634 habitatges en un 25,7% hi vivien nens de menys de 18 anys, en un 43% hi vivien parelles casades, en un 9,8% dones solteres, i en un 43,2% no eren unitats familiars. En el 39,1% dels habitatges hi vivien persones soles el 16,5% de les quals corresponia a persones de 65 anys o més que vivien soles. El nombre mitjà de persones vivint en cada habitatge era de 2,18 i el nombre mitjà de persones que vivien en cada família era de 2,94.
Per edats la població es repartia de la següent manera: un 21,8% tenia menys de 18 anys, un 6,3% entre 18 i 24, un 32,7% entre 25 i 44, un 18,9% de 45 a 60 i un 20,3% 65 anys o més.
L'edat mediana era de 38 anys. Per cada 100 dones de 18 o més anys hi havia 79,8 homes.
La renda mediana per habitatge era de 39.692 $ i la renda mediana per família de 45.585 $. Els homes tenien una renda mediana de 36.753 $ mentre que les dones 28.706 $. La renda per capita de la població era de 22.274 $. Aproximadament el 3,7% de les famílies i el 5,3% de la població estaven per davall del llindar de pobresa.

## Poblacions properes
El següent diagrama mostra les poblacions més properes.